# Рима
Ри́ма (грец. ῥυθμός — мірність, сумірність, узгодженість) — співзвуччя закінчень у суміжних та близько розташованих словах, які можуть бути на місці клаузул, або перебувати в середині віршового рядка. У множині може вживатися у значенні вірша.

## Роль рими
Рима як звукове, а не графічне явище, охоплює ритмічний акцент і наступні за ним звуки (іржава — держава), навіть групи слів (складна рима: характерника — химерний кат}), зрідка — цілі рядки (панторима), тісно пов'язується з ритмомелодикою, лексикою, синтаксисом, строфікою віршованого мовлення. Попри те, що їй відводиться чільна роль у ліричній композиції та строфотворенні, вона виконує й інші функції: естетичну, мнемотехнічну, магічну, ритмоінтонаційну, жанрововизначальну.
Рима також виповнюється важливим смисловим навантаженням, поглиблюючи основний зміст поетичного твору:
О Боже мій, така мені печаль
і самота моя така безмежна,
нема вітчизни. Око обережно
обмацує дорогу — між проваль (В. Стус).
Тут, зважаючи на послідовність римування даної строфи (кільцеве та суміжне), відповідно у прямішій формі розкривається екзистенціальне переживання поета: печаль — (між) проваль; безмежна — обережно. Водночас рима відбиває і певні нюанси, приховані в основному поетичному тексті. Тому вважати її за версифікаторську оздобу безпідставно. Як свідчення шляхетного смаку та інтелектуальної винахідливості, рима вказує на невичерпні можливості одухотвореної версифікації, навіть у межах канонічних форм, на переборення шаблонності банальної, зуживаної рими завдяки свіжій, вишуканій, неординарній.

## Різновиди рими
За місцем ритмічного акценту (наголосу) в суголосних словах рими поділяються на  чоловічі (наголос на останньому складі),  жіночі (наголос на передостанньому складі), дактилічні (наголос на третьому складі з кінця) та гіпердактилічні (наголос на четвертому складі з кінця). Чоловічу риму ще називають окситонною, жіночу — парокситонною, а дактилічну пропарокситонною. 
За якістю співзвуч бувають багаті та бідні, за частинами мови — граматична (іменникова, дієслівна тощо), неграматична (римуються слова різних частин мови), за повнотою суголось — тонічні і приблизні, за розташуванням у строфі — суміжні (парні), перехресні, кільцеві (охопні), тернарні, кватернарні, за грою значень — каламбурні, залежно від інтервалу чи за відсутністю його. Подеколи трапляється різнонаголошена рима та холоста.
За своїм розташуванням у вірші рими поділяються на панторими (олорими), ехорими (відлуння-рими) та інші. 
Правлячи за основний чинник строфотворення, рима поширена й у астрофічному вірші, може не вживатися у строфі (білий вірш, білий сонет).

## Історія рими
Переважна більшість творів сучасної поезії — римована, однак в античній версифікації рима була майже не відома, хоч подеколи траплялася (двовірш Горація у «Посланні до Пізонів»). Вважається, що рима запровадилася пізньолатинською (християнські гімни 4 ст.) та давньонімецькою («Книга Євангелій» Отфріда 862) поезією, а відтоді з 9 ст., зазнала поширення і канонізації.
Слово «рима» в ряді мов було чоловічого роду (німецька, польська) та жіночого (італійська, іспанська, французька, англійська, російська, українська), подеколи застосовувалось у значенні «вірш» (Італія, Іспанія).
В добу класицизму, зорієнтовану на антику, відбулася деканонцізація рими, що позначилося на творчості Ж. Расіна, Ф.-Г. Клопштока, пізніше —  Ф. Гельдерліна, романтика за світовідчуванням, однак усунути її з поезії не могли. І сьогодні вона співіснує поряд з неримованим віршем, виявляючи свій невичерпний потенціал.
В Україні до середини 18 століття «нормативною» вважалася жіноча рима, мода на яку прийшла із польської поезії (у польській мові наголос у багатоскладових словах завжди ставиться на передостанньому складі). Одним з перших українських авторів, які почали вживати чоловічі рими (а також неточні рими) в староукраїнській та російській мовах, став Григорій Сковорода.